# Der schönste Busen der Welt
Der schönste Busen der Welt ist ein deutscher Kurzfilm aus dem Jahre 1990. Die von Rainer Kaufmann nach der gleichnamigen Kurzgeschichte von Roland Topor inszenierte Filmkomödie handelt von einem Mann, der wie durch ein Wunder die Brüste einer Frau erhält.

## Handlung
Der Sekretärin einer Werbeagentur, Jeanette Apfel, steht ihre übermäßige Oberweite im Weg, da diese verhindert, dass sie von Männern ernst genommen wird. Simon Perelstein, Handelsvertreter für Bier, hat nur wenig Freude an seiner Arbeit.
Als die beiden im selben Hotel absteigen, begegnen sie sich im Aufzug. Simon starrt wie alle Männer auf Jeanettes Busen. Als sie sich später erneut im Lift über den Weg laufen und in der sich schließenden Aufzugstür ein Gedränge entsteht, geschieht es: Der Busen von Jeanette springt auf Simon über.
Während Jeanette ihre neue Freiheit genießt, auch beruflichen Erfolg hat und ihren Freund, der auf kleinere Brüste steht, wiedergewinnt, ist Simon zunächst wenig begeistert über den „Zuwachs“. Er sucht diverse Spezialisten auf, die ihm aber allesamt abraten, den Busen operativ zu entfernen. Mit der Zeit bringt ihm seine Oberweite einen großen Bekanntheitsgrad, und er erwägt, ins Showgeschäft einzusteigen.
Als Simon jedoch von einer japanischen Firma für einen Film engagiert wird, den Jeanettes Agentur betreut, begegnen sie sich wieder abrupt, und der Busen springt zu seiner ursprünglichen Besitzerin zurück. Versuche, es rückgängig zu machen, schlagen fehl, jedoch werden Jeanette und Simon schließlich ein Paar.

## Auszeichnungen
Rainer Kaufmann wurde für den Film mit dem Sonderpreis als bester Regisseur auf dem Festival der Filmhochschulen ausgezeichnet. Der Film selbst bekam den Prix Canal plus und wurde für den Bundeskurzfilmpreis nominiert.

## Buchvorlage
- Roland Topor: Der schönste Busen der Welt. Zweiundfünfzig Geschichten und eine Utopie, Diogenes, Zürich 1987, ISBN 3-257-01751-0.